# Chaudes nuits d'été
Pour plus de détails, voir Fiche technique et Distribution.
Chaudes nuits d'été (Hot Summer Nights) est un film dramatique américain réalisé par Elijah Bynum, sorti en 2017.

## Synopsis
En 1991, Daniel, un garçon maladroit, est envoyé par sa mère passer l'été chez sa tante à Cape Cod après la mort de son père. Il n'est pas emballé au début, mais bientôt il rencontre Hunter Strawberry, le mauvais garçon de la ville. Alors que Daniel travaille chez un réparateur auto, Hunter lui demande à la hâte de cacher de la marijuana hors de vue de la police. Ils deviennent plus tard des partenaires commerciaux dans la vente de médicaments pour un homme nommé Dex. Il fournit à Daniel et Hunter la marijuana dont ils ont besoin pour faciliter leurs affaires, mais les avertit des conséquences fatales s'il se fait coincer.
La sœur de Hunter, McKayla, est la fille la plus sexy de Cape Cod. Après s'être disputée avec son petit ami au drive-in, McKayla demande à Daniel de la ramener à la maison. Bien que Hunter lui interdise de voir sa sœur, Daniel ne peut s'en empêcher. Au carnaval d'été, il l'embrasse, ce qui entraîne une raclée par le petit ami de McKayla et ses amis. Daniel et McKayla commencent bientôt à sortir ensemble en secret. Dans le même temps, Hunter développe une relation avec Amy, la fille du sergent Frank Calhoun, qui se méfie des allées et venues de sa fille.
La vente de marijuana devient très rentable et Daniel et Hunter commencent à gagner beaucoup d'argent. Leur succès et les tensions croissantes dans leur vie se mêlent à l'imminence de l'ouragan Bob, qui atteindra bientôt Cape Cod. Daniel veut commencer à vendre de la cocaïne sans en informer Dex, mais Dex le découvre et veut que Hunter tue Daniel. Hunter dit à Daniel de fuir et de ne jamais revenir, et quand Dex trouve Hunter, il le tue. McKayla découvre que son frère a été tué et fuit la ville. Selon le narrateur, Daniel et McKayla ne sont plus jamais revus ensemble...

## Fiche technique
- Titre original : Hot Summer Nights
- Titre français : Chaudes nuits d'été
- Réalisation : Elijah Bynum
- Scénario : Elijah Bynum
- Décors : Kim Leoleis
- Photographie : Javier Julia
- Montage : Jeff Castelluccio
- Musique : Will Bates
- Production : Dan Friedkin, Bradley Thomas, Jasmine Daghighian, Nathan Kelly
- Sociétés de production : Imperative Entertainment
- Sociétés de distribution : A24, ACE Entertainment (France)
- Pays d'origine :  États-Unis
- Langue originale : anglais
- Format : couleur
- Genre : drame
- Durée : 107 minutes
- Dates de sortie :
  - États-Unis : 13 mars 2017 (South by Southwest)[1] ; 27 juillet 2018 (sortie nationale)
  - France : 30 mai 2019 (directement en VOD)

## Distribution
- Timothée Chalamet (VFB : Jonathan Burteaux) : Daniel
- Maika Monroe (VFB : Anne-Charlotte Piau) : McKayla
- Alex Roe (VFB : Christophe Hespel) : Hunter
- Emory Cohen : Dex
- Thomas Jane : le sergent Calhoun
- Maia Mitchell : Amy
- William Fichtner : Shep
- Jeanine Serralles : la mère de Daniel
- Reece Ennis : Okie
- Jack Kesy : Ponytail

## Production
Le 26 mars 2015, il a été annoncé qu'Elie Bynum ferait ses débuts de réalisateur avec son propre script, figurant en 2013 sur The Black List, intitulé Hot Summer Nights, situé en 1991 à Cape Cod,. Imperative Entertainment aurait permis de financer et produire le film avec Bradley Thomas et Dan Friedkin. Le 24 juin 2015, Maika Monroe, Timothée Chalamet et Alex Roe ont été ajoutés à l'équipe pour jouer les premiers rôles. Plus tard, Maia Mitchell, Emory Cohen et Thomas Jane ont également été ajoutés au casting,,.
Le film est distribué en France par ACE Entertainment.

## Sortie
Le film a été présenté au South by Southwest, le 13 mars 2017,. En septembre 2017, A24 et DirecTV Cinéma ont acquis les droits de distribution du film. Il est sorti au travers de DirecTV Cinéma le 28 juin 2018, avant de sortir en salles dans une version limitée, le 27 juillet 2018. Il sort par la suite en France le 30 mai 2019 distribué par ACE Entertainment.

### Accueil critique
Sur le site critique Rotten Tomatoes, le film est titulaire d'une cote d'approbation de 38 %, basée sur 16 avis, avec une note moyenne de 4,9/10. Sur Metacritic, le film a une moyenne pondérée de 41 sur 100 sur la base de 10 critiques, en indiquant des « critiques mixtes ou moyennes ».
Michael Hoffman, écrivant pour Conséquence de Son, fait l'éloge du film, le qualifiant de « brazen anti-coming-of-age thriller qui suinte de tous les bons de confiance, d'audace et de passion. » à l'inverse, le critique David Ehrlich pour Indiewire décrit le script comme « vide » et a évoqué le film comme « une sueur pastiche que les actions de la protagoniste désir d'être tout à tous les gens, mais seulement pour se disperser et perdre tout sens de lui-même dans le même temps. »